# Tortera

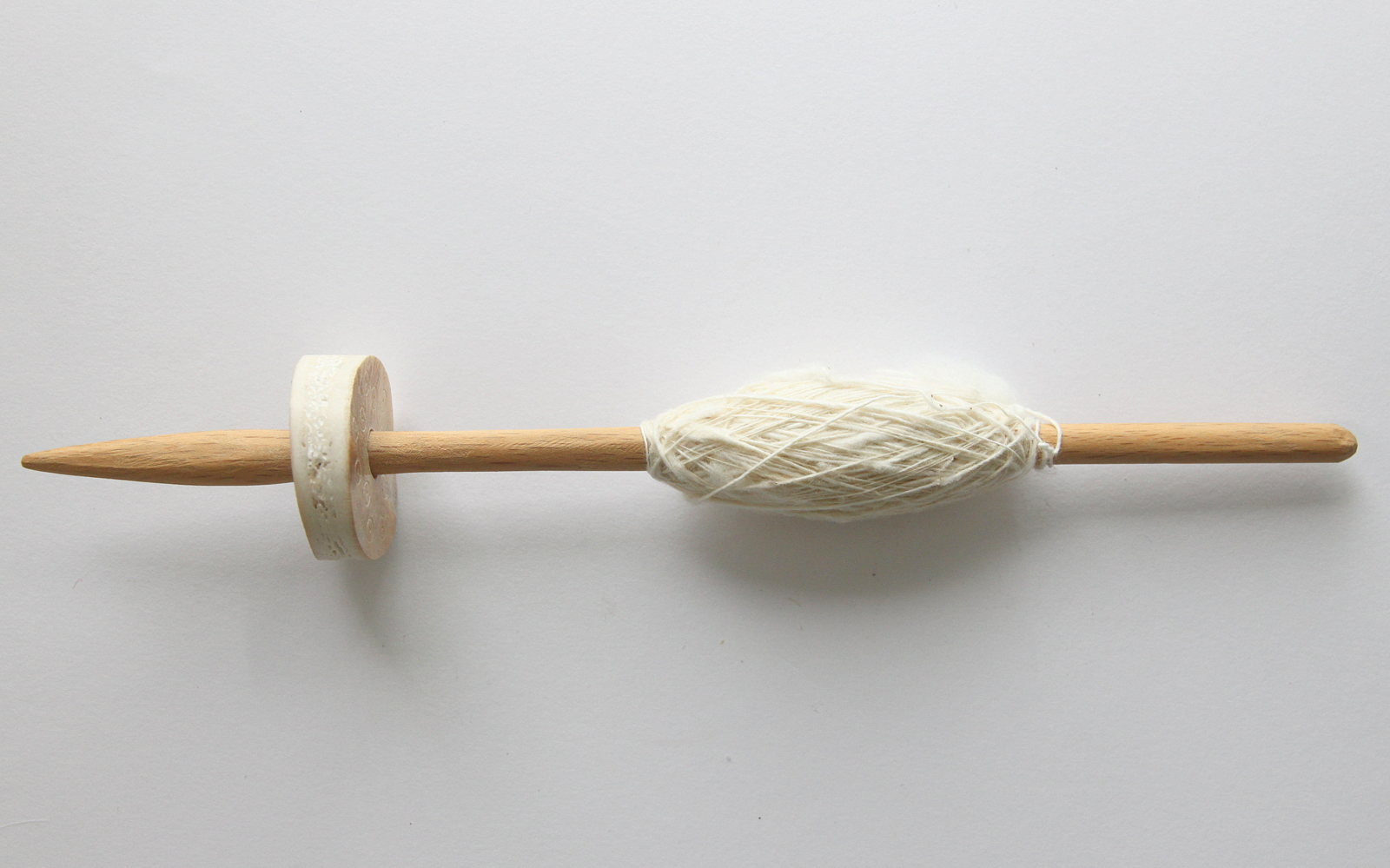
Una fusayola encajada en el huso con hilo bobinado.

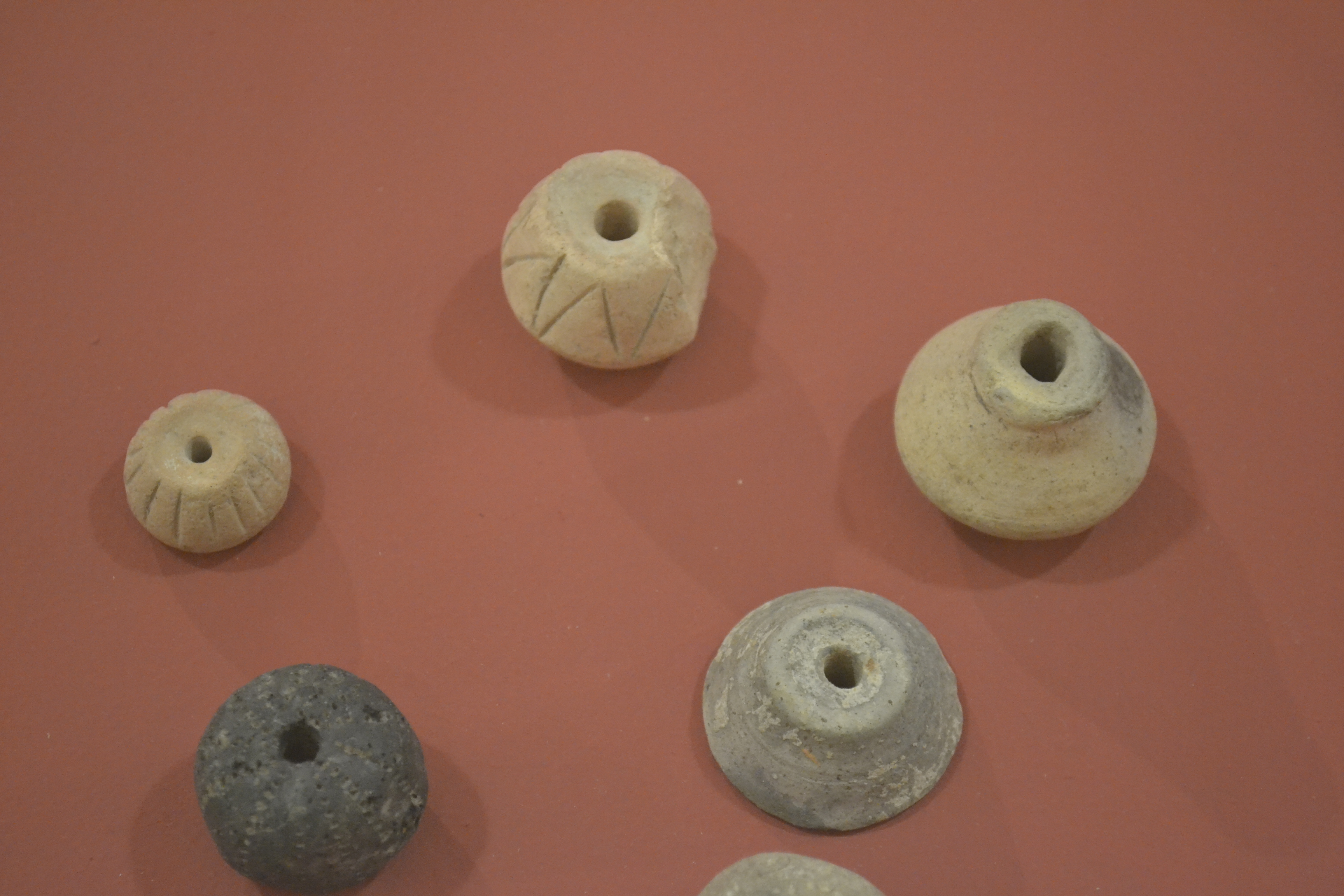
Fusayolas del poblado íbero de la Bastida de les Alcusses (siglo IV a. C.). En este mismo yacimiento se encontraron pesas de telar de piedra, de un tamaño mucho mayor y formas distintas.

Una tortera, malacate, volante, fusayola o huso es una pieza de cerámica, metal, piedra o hueso, entre otros posibles materiales, que se utiliza como contrapeso, colocado en el huso de tipo vertical, para hilar, que además sirve de tope cuando se sitúa en la parte inferior del huso.
No se debe confundir con las pesas de telar, que tensan los hilos en ese instrumento, ni aun cuando la tortera es mencionada como pesa de hilar o como contrapeso de huso, aunque en la literatura arqueológica se encuentra, en ocasiones, el uso de los términos fuyasola y pesa de telar como sinónimos, e incluso se utiliza «fusayola de telar», que mezcla ambas.

## Funcionamiento
La tortera es una parte presente en algunos husos de hilar, que permite un hilado más uniforme y rápido que cuando se utiliza el huso solo, al mantener la inercia del giro, como lo hace, por ejemplo, una peonza. Esto se debe a que prolonga el tiempo de giro al huso cuando se da el impulso con las manos, aunque este, a su vez, ofrece más resistencia. Los diferentes tamaños, y por tanto los distintos pesos, permiten crear distintos grosores del hilo, a igual material o permiten el hilado de distintos, que pueden necesitar más o menos tensión. Para que los resultados sean óptimos se debe asegurar un giro uniforme y, por tanto, una fusayola equilibrada (simétrica) respecto al eje que forma el huso.
Cuando el contrapeso se pone en la parte inferior del huso funciona como tope para evitar que el hilo se bobine más allá de este.
Una vez completado el devanado del hilo sobre el huso, a partir del extremo del hilo se ovilla a mano o se lleva a una devanadera para formar una madeja, que se guarda suelta o en un aspa. En ocasiones, una vez extraída la tortera, el hilo se puede conservar en bobinas sobre el propio huso, en este caso, probablemente, para utilizar el hilo en labores de costura y no de telar.

## Historia

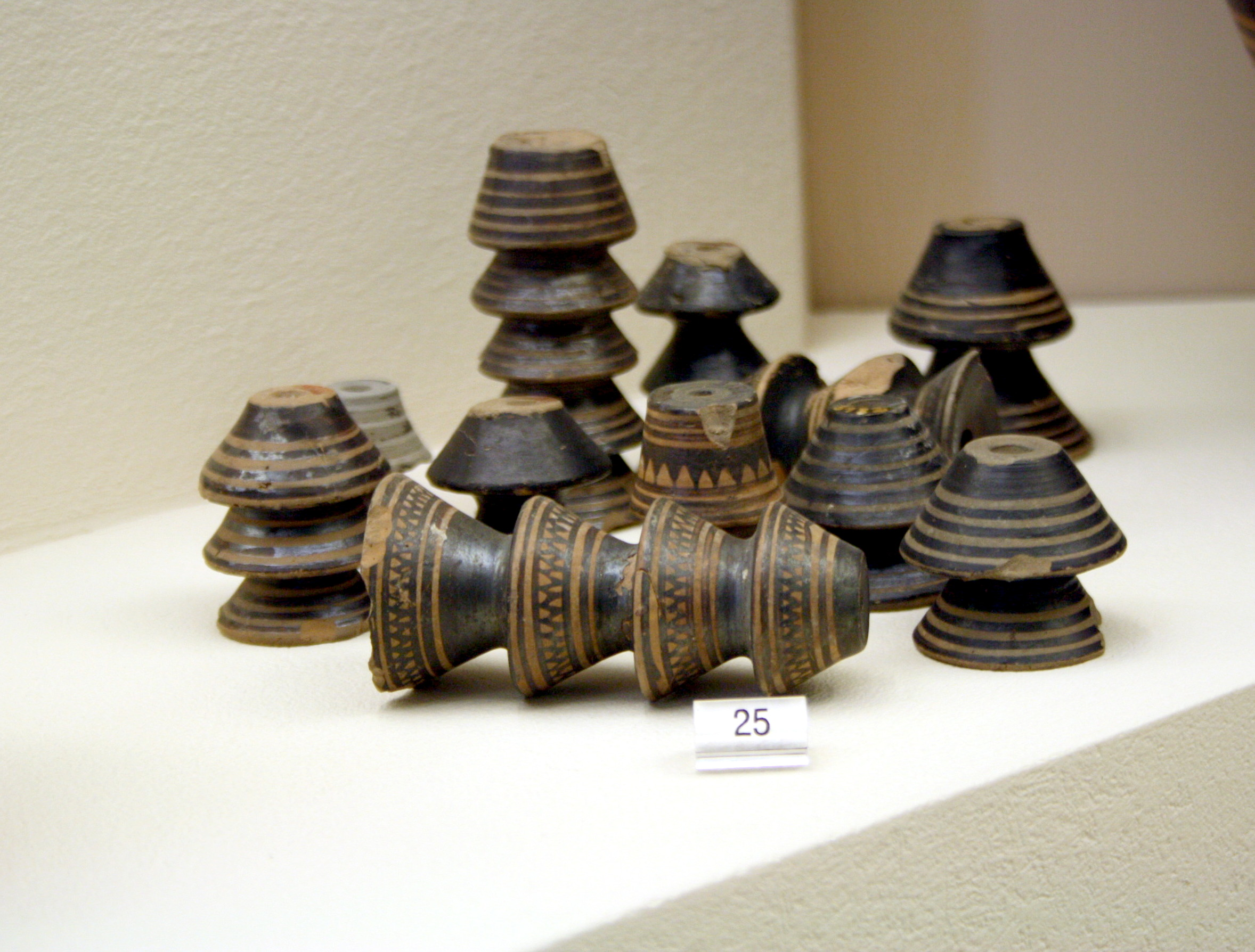
Fusayolas griegas de terracota decorada con una forma compleja.

Se desconoce el origen del hilado con huso o de la tortera, si bien hay vestigios de su utilización acreditados desde el Neolítico, ya en el V milenio a. C., desde el Cercano Oriente hasta la península ibérica, hasta nuestros días.

### Cercano oriente
En la zona del Creciente fértil, y en general en Oriente Próximo, aparecen fusayolas de piedra en época del Neolítico precerámico. El yacimiento de Çatalhöyük recoge vestigios de objetos relacionados con la industria textil, fusayolas y pesas de telar, desde 6500 a. C.. En la zona del Nilo, actual Egipto, en los yacimientos neolíticos de Merimde y El Fayum conservan restos de fusayolas del V milenio a. C., junto a otros utensilios de producción de tejido, ya en época de mayor difusión.

### Europa
Los vestigios de husos y torteras más antiguos de la península ibérica se han encontrado en el poblamiento neolítico de La Draga, del V milenio a. C.. Excepcional por haber conservado elementos de madera en buen estado y ser el único de tipo lacustre de la península.
El yacimiento, de la Edad del Bronce, de El Argar ofrece muestras de este elemento, cuya antigüedad se remonta entre la segunda mitad del III milenio a. C. hasta mediados del II milenio a. C., en el sur de la península ibérica.
Desde esas épocas prehistóricas y protohistóricas se encuentran restos de este elemento en yacimientos de diversas momentos de la historia de forma continua: iberos, romanos, tardoantiguos, medievales y posteriores.

### América
En América se utilizó el malacate desde época precolombina. En la zona mesoamericana hay fusayolas de la cultura maya desde, al menos, el periodo Preclásico Medio, entre el 1000 a. C. y el 400 a. C., siendo habitual su uso todavía en el siglo XXI.

## Tipos, formas y materiales

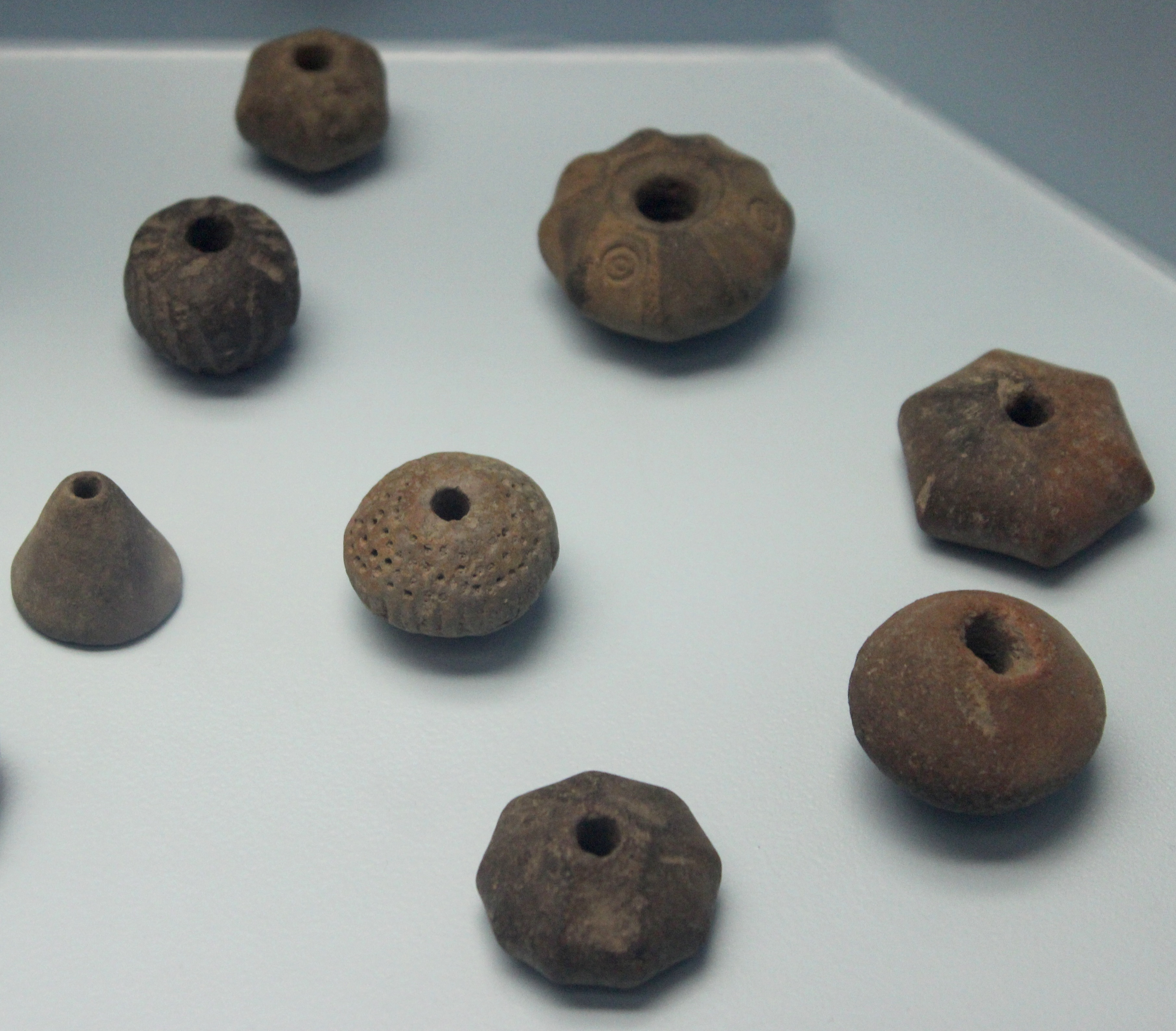
Fusayolas prehistóricas de múltiples formas.

La principal forma de clasificación de las torteras es según la posición que ocupan en el huso: arriba, en el centro o abajo.
Las torteras también cambian de forma y material. Se han encontrado torteras de cerámica, piedra, hueso, concha, vidrio, semillas, madera, etc.
Las formas: cilíndricas, tronco cónicas, sección de esfera, cónicas, etc. El cambio de forma y peso podría responder al tipo de material que se quiera hilar.
Se han encontrado fusayolas de todos los tiempos decoradas con inscripciones, decoración geométrica, punteados, etc.
Por su forma, material de hallazgo (por ejemplo, tumbas) se supone que algunas fusayolas de ciertas culturas eran de uso ritual.